# غافين شيلينغ
غافين شيلينغ (بالألمانية: Gavin Schilling)‏ (10 نوفمبر 1995 بميونخ في ألمانيا - ) هو لاعب كرة سلة ألماني في مركز هجوم قوي الجسم. لعب مع Michigan State Spartans men's basketball ‏.

## وصلات خارجية
- غافين شيلينغ على موقع الاتحاد الدولي لكرة السلة (الإنجليزية)
- غافين شيلينغ على موقع كرة السلة الأوروبية.كوم (الإنجليزية)
- غافين شيلينغ على موقع كلية كرة السلة في سبورتس رفرنس.كوم (الإنجليزية)
- غافين شيلينغ على موقع ريلجم (الإنجليزية)
- غافين شيلينغ على موقع بروبوليرز (الإنجليزية)
- غافين شيلينغ على موقع سبورتس رفرنس (الإنجليزية)